# Рохелине-тург
Ро́хелине-тург (также площадь Рохелине-тург) (эст. Roheline turg — Зелёный рынок) — небольшой парк в  историческом центре Таллина — Старом городе.
Расположен между улицами Пикк и Олевимяги. Граница Рохелине-тург проходит от пересечения улиц Пикк и Олевимяги вдоль парковой стороны улицы Пикк на северо-восток до пересечения с границей участка недвижимости Пикк 34, далее вдоль парковой границы указанного участка в юго-восточном направлении до пересечения с улицей Олевимяги, а затем на юго-запад по парковой территории улицы Олевимяги до пересечения с улицей Пикк.

## История
Официально название парка было утверждено исполкомом Таллинского городского Совета народных депутатов 16 мая 1989 года. 6 мая 2004 года распоряжением Правительства Эстонии Рохелине-тург был включён в перечень охраняемых парков Таллина.

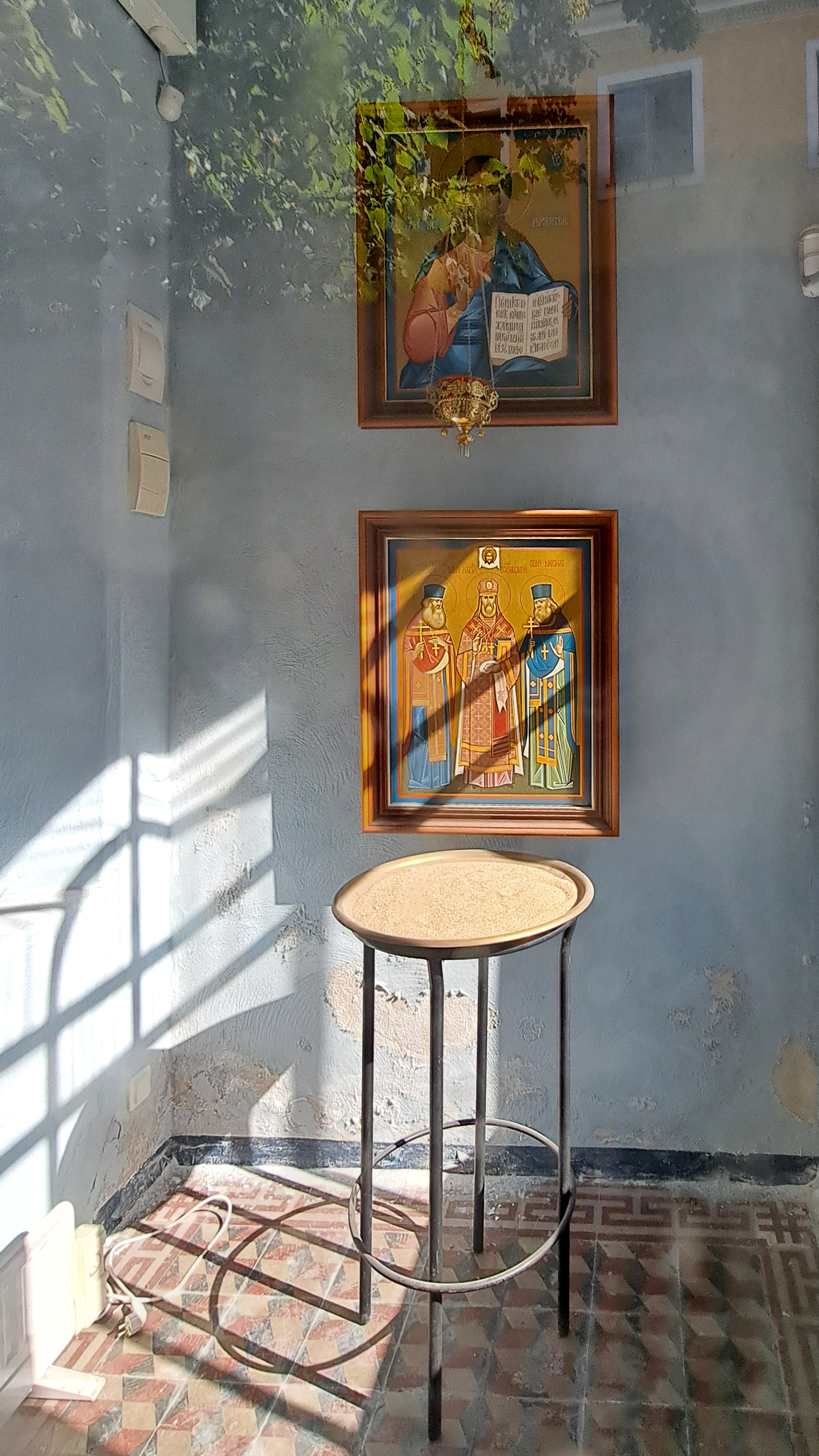
Убранство часовни Зелёного рынка

В XIX веке территория нынешнего парка использовалась в качестве рыбный рынок, а также как овощной и цветочный рынок. В 1893 году использование данной площади как рынка было прекращено, и на её территории была создана небольшая зелёная зона. 
В 1909 году, к 15-летию прихода к власти русского царя Николая II, по проекту Николая Гераськова и Николая Тамма-младшего здесь была построена православная часовня (ул. Пикк 34А). Часовня с единственным небольшим помещением служила сакральным сооружением до начала 1960-х годов. Позже её переоборудовали в телефонную будку и киоск, где затем стали продаваться церковные атрибуты и открытки. В начале 1990-х годов киоск закрыли. В начале XXI века это место использовалось в качестве уличного кафе. В 2009 году правительство Таллина бесплатно передало часовню приходу собора Александра Невского Эстонской православной церкви Московского патриархата, и в настоящее время здесь создана зона отдыха со скамейками, которую летом использует в качестве открытой террасы расположенный рядом паб «Hell Hunt».